# Pierre Alexandre Fleury de Chaboulon
Pour les articles homonymes, voir Fleury.
Pierre Alexandre Édouard Fleury de Chaboulon (14 avril 1779 - 28 septembre 1835) est un homme politique français. Il fut secrétaire particulier du Cabinet de Napoléon Bonaparte.

## Sa vie
Déjà, à 16  ans, il se présente comme chef de bataillon de la Garde nationale et fait feu, le 5 octobre 1795, avec les insurgés parisiens, contre la Convention nationale.
Envoyé en captivité, compte tenu de son jeune âge, il fut gracié. Le ministre Fermont le prit alors auprès de lui et lui donna des notions approfondies de gestion financière. Ainsi, il put être engagé comme auditeur au Conseil d’État dans le domaine de la gestion. Il fut plus tard sous-préfet de Château-Salins (Meurthe), où il se distingua par son habileté, mais aussi par sa grande bonté et Napoléon lui confia diverses missions. Nommé ensuite sous-préfet de Reims en 1814, lors de l'invasion, il combattit les Alliés avec vaillance et détermination tout au long de la campagne de France.
Pendant la Restauration, il alla en Italie préparer les Cent jours et alla à l'Ile d'Elbe. Napoléon, de retour en France, l’engagea comme secrétaire particulier et il alla en tant que tel, accomplir des missions délicates, notamment à Bâle et auprès de l’empereur d’Autriche.
Il participa à la campagne de Belgique et après Waterloo, devant s’expatrier, il se rendit à Londres. Rentré en France vers 1823 il devint directeur d'une des premières compagnie d'assurances, la Royale Incendie puis la Royale Vie.
Il ne fut réintégré au Conseil d’État qu’après la révolution de Juillet 1830. Élu député de la Meurthe en 1834, il décéda l’année suivante, le 28 septembre 1835. Il est inhumé au cimetière du Père-Lachaise (36e division).

## Publications
- C'est en 1820 qu'il publia, à l’étranger, un livre de souvenirs intitulé Les Cent-Jours. Mémoires pour servir à l’histoire de la vie privée, du retour, et du règne de Napoléon en 1815, Londres, Roworth ; Hambourg, 1820.. Il en existe de nombreuses copies et réimpressions. Napoléon le lut à Sainte-Hélène et, trouvant qu’il avait révélé trop de détails intimes, couvrit son exemplaire de nombreuses notes aussi sévères que manuscrites…
  - Reproduction en fac-similé : Paris, Bibliothèque des introuvables, 2006 ; Histoire des Cent-Jours, fac-similé de l'éd. de Paris, É. Rouveyre, 1901 : Mémoires de Fleury de Chaboulon, ex-secrétaire de l'empereur Napoléon et de son cabinet, pour servir à l'histoire de la vie privée du retour et du règne de Napoléon en 1815, avec annotations manuscrites de Napoléon Ier  (ISBN 2-84575-235-0).

## Sources
- « Pierre Alexandre Fleury de Chaboulon », dans Adolphe Robert et Gaston Cougny, Dictionnaire des parlementaires français, Edgar Bourloton, 1889-1891 [détail de l’édition], tome 3, page 11.